# Emilie Brandel
Emilia "Emilie" Brandel, född februari 1780, död 12 november 1863 i Hedvig Eleonora församling, Stockholms stad, var en svensk musiker och sångare, ledamot av Musikaliska Akademien. 

## Biografi
Emilie Brandel var dotter till Henrik Brandel och Maria Margareta Wolters. Hon var känd som amatörmusiker och sångare och erkänd som talangfull artist. Den 21 oktober 1801 invaldes hon som ledamot nr. 198 av Musikaliska Akademien. Hon invaldes samtidigt som sina syskon Sophia Brandel, Gustaf Brandel och Genseric Brandel. Samtidigt invaldes också Marie Antoinette Petersén och Bernhard Crusell.